# Jambu (Pflanzenart)

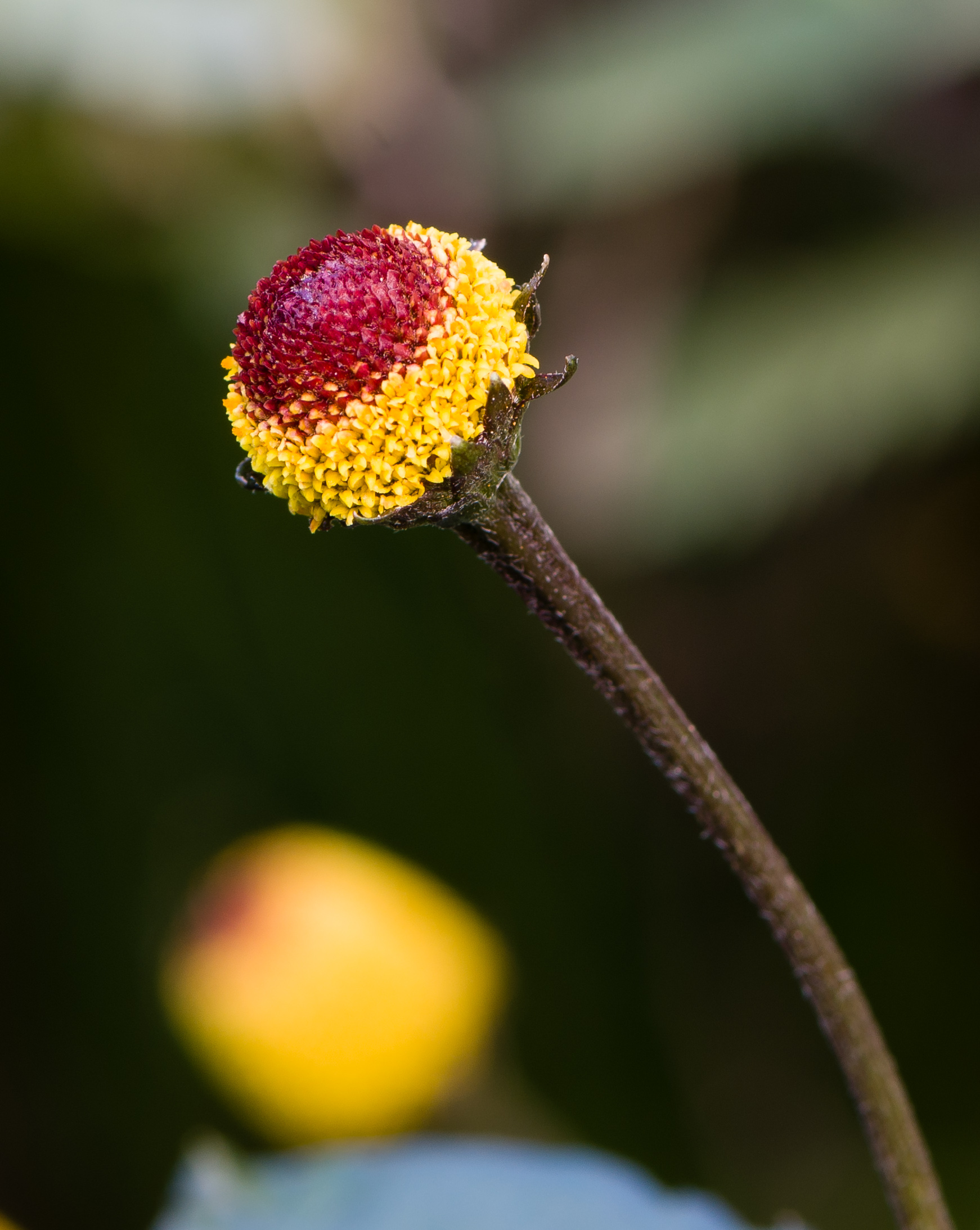
Blütenkopf

Mit Jambú oder auch Jambu [ʒãˈbu] wird in Brasilien die Pflanzenart Acmella oleracea in der Familie der Korbblütler (Asteraceae) bezeichnet. 
Irreführend ist die zuweilen verwendete deutsche Bezeichnung „Pará-Kresse“, die eine Zugehörigkeit zur Familie der Kreuzblütengewächse suggeriert. A. oleracea ist nur aus Kultur bekannt, als Heimat wird Peru vermutet. Sie wird im Englischen wegen ihrer schmerzbetäubenden Wirkung Toothache Plant („Zahnweh-Pflanze“) genannt, wegen der Form der Blütenköpfchen findet sich auch die Bezeichnung Eyeball Plant („Augapfel-Pflanze“). Ebenfalls der Form der Blütenköpfchen wegen wird sie, wie einige andere Pflanzenarten, im Deutschen „Husarenknopf“ genannt. Andere volkstümliche Namen sind „Parakressenkraut“ und „Prickelknopf“. In Großhandelsmärkten kann man die Blütenköpfe als „Sechuan-Buttons“ kaufen. Sie haben allerdings eine geringe Haltbarkeit.
Manchmal werden auch weitere Arten der Gattung Acmella und  Blainvillea acmella (Syn.: Spilanthes acmella) ebenfalls als „Jambú“ bezeichnet, haben aber keine größere Bedeutung für den kommerziellen Anbau. Auch Tilesia baccata (Syn: Wulffia stenoglossa) wird so bezeichnet.

## Beschreibung
Acmella oleracea ist eine einjährige, niederliegende bis aufrechte und krautige Pflanze. Sie wird etwa 20–80 Zentimeter hoch. Die gegenständigen, dreieckigen bis eiförmigen oder leicht herzförmigen und gestielten Laubblätter sind einfach und haben einen ganzen bis meist gekerbten oder gesägten, teils stachelspitzigen Blattrand und sind spitz bis zugespitzt oder rundspitzig. Der Blattstiel ist 2–6,5 Zentimeter lang und die schwach bis leicht haarigen Blätter 5–10,5 Zentimeter. Die dreizählige Nervatur ist oberseits reliefartig eingeprägt. 
Es werden mehr oder weniger konische, eiförmige, kleine, langstielige und 1,5–2,5 Zentimeter große, körbchenförmige, achselständige Blütenstände gebildet. Es sind eigentlich nur sehr viele gelbe, zwittrige Röhrenblüten mit anfangs rötlichen Spreublättern ausgebildet und es ist ein dreikreisiger Hüllkech vorhanden. Es sind zwei bis drei Narbenäste vorhanden. Die Früchte sind schwärzliche, 2–2,5 Millimeter lange Achänen mit Pappus und Karpopodium. Diese Art ist sehr frostempfindlich.

## Nutzung

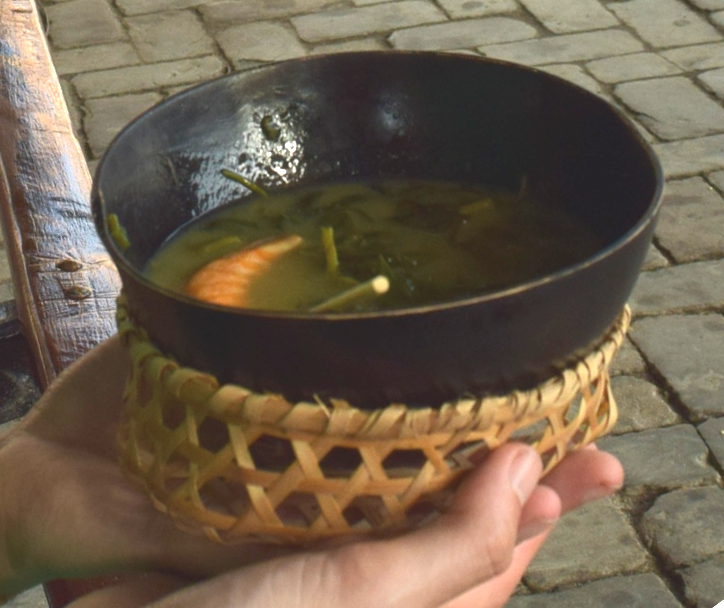
Tacacá, eine Tucupi-Suppe mit Jambú-Blättern, traditionell serviert in einer Schale aus der Frucht des Kalebassenbaums.

Gekochte Jambú-Blätter werden im Norden Brasiliens für verschiedene traditionelle Gerichte verwendet, vor allem in Verbindung mit Tucupi, z. B. Pato no Tucupi (Ente und Jambú-Gemüse, gekocht in Tucupi), oder die Suppe Tacacá, eine Brühe aus Tucupi, mit eingesalzenen Garnelen, Jambú und Goma (zu einer geleeartigen Masse verrührte Maniokstärke), beides kulinarische Spezialitäten in der Region Belém. Jambú-Blätter erzeugen ein für den europäischen Gaumen ungewohntes „prickelndes“, leicht betäubendes Gefühl an der Zungenspitze.
Jambú-Blättern wird eine entzündungshemmende Wirkung zugeschrieben; antibakterielle Effekte konnten allerdings nicht nachgewiesen werden. Die Pflanzen werden in der Volksheilkunde gegen Rheuma, Gicht, Zahnfleischentzündungen und Hautpilz eingesetzt. Wenn die Blätter roh zerkaut werden, beginnt es nach wenigen Sekunden auf der Zunge zu prickeln ähnlich der Wirkung von Brausepulver, wobei sich ein aromatischer Kräutergeschmack ausbreitet. Acmella oleracea wird auch als biologisches Insekti- und Akarizid verwendet.

## Inhaltsstoffe
Die lokalanästhetische Wirkung wird Spilanthol zugeschrieben, einem Carbonsäureamid.